# オーガスタ・デカルソン
オーガスタ・デカルソン（英: Augusta Dickrson、1859年7月14日 - 1947年6月25日）は、アメリカのデラウェア州出身の宣教師。北海道函館市の遺愛女学校（後の遺愛女子中学校・高等学校）の第4代校長。遺愛女学校の発展、および函館盲学校、聾学校の設立に大きく貢献した人物である。

## 経歴
1859年7月、デラウェア州ミルフォードで誕生した。ウェズリアン大学、フィラデルフィア女子師範学校を卒業後、1877年9月から1880年まで小学校の教員として、教壇に立った。
1888年（明治21年）にメソジスト外国婦人伝道協会の宣教師となり、同1888年12月に函館を訪れ、翌1889年（明治22年）3月に遺愛女学校の教員に赴任した。翌1890年（明治23年）、第3代校長のミス・ヒューエットの帰米に伴って、同女学校の校長に就任、遺愛の校訓として「信仰・犠牲・奉仕」の精神を提唱した。
1891年（明治24年）に予備科、翌1892年（明治25年）には小学校を創設した。1895年（明治28年）には幼稚園を併設した。また新渡戸稲造が函館に英語夜学校を開設すると、第2代校長のミス・ハンプトン（Miss Minnie S. Hampton）と共に、向学心に燃える貧しい青少年の教育にあたった。青森県弘前市に姉妹校として来徳女学校が設立されると、指導のために出張した。
遺愛女学校の発展に伴って、広い校地の必要性を感じたことから、ハンプトンと協力し、函館市杉並町への移転を決断、1907年（明治40年）に新校舎と寮が完成した。このとき同時に完成した宣教師館は、北海道内でも貴重な建造物で、後に北海道指定有形文化財、重要文化財に指定された。
一方で社会運動として、禁酒や廃娼運動のため、キリスト教徒の女性団体である函館婦人矯風会にも力を貸した。また、遺愛の寮生を中心として「王女会」を組織し、教会の日曜学校を助力し、貧民救済、病人慰問、幼児教育のために、生徒と共に奉仕をした。
メソジスト教会の宣教師であるワドマン夫人（J.W.Wadman）の帰米後は、在米匿名婦人団体の函館代表として、函館盲唖院（後の北海道函館盲学校、北海道函館聾学校）のために尽力して、財政的な援助などを行った。盲唖院設立者のシャーロット・ピンクニー・ドレーパーの没後は、地元の篤志家らと共に資金を援助して、運営を継続させた。1914年（大正3年）にはデカルソンによる勧めが、盲唖院の初代院長である篠崎清次が函館区民の賛助を基礎とする独立経営に踏み切るきっかけとなった。
デカルソンの35年にわたっての遺愛女学校の在職は、遺愛のみならず、函館の教育にも大きな影響を与えており、特に函館盲学校、聾学校の設立に欠かせない人物といえた。1925年（大正14年）4月に定年退職し、アメリカへ帰国した。帰国にあたり、勲六等瑞宝章が贈られた。五島軒で開催された送別会には、悪天候にもかかわらず130人が出席、函館出発時には全校生徒300人らが賛美歌で見送った。1833年2月には遺愛女学校の名誉校長に挙げられた。1947年6月、ペンシルバニア州ニュータウンで、87歳で死去した。